# Diplo
Thomas Wesley Pentz (ur. 10 listopada 1978 w Tupelo) znany pod pseudonimem jako Diplo – amerykański DJ i Producent muzyczny pochodzący z Tupelo, Missisipi, ale większą część młodych lat spędził na Florydzie. Obecnie mieszka w Los Angeles. Jest założycielem wytwórni Mad Decent. Jest także współtwórcą projektów Major Lazer, Jack Ü, Silk City i LSD.

## Życie prywatne
W przeszłości spotykał się z pochodzącą ze Sri Lanki wokalistką M.I.A. Ma dwóch synów z byłą partnerką Kathryn Lockhart, Locketta (ur. 2010) i Lazera (ur. 2014).

## Wybrana dyskografia
Albumy
| Tytuł                | Dane dot. albumu                                        |
| -------------------- | ------------------------------------------------------- |
| Florida              | - Data: 21 września 2004 - Wydawca: Big Dada Recordings |
| Chapter I: Snake Oil | - Data: 29 maja 2020 - Wydawca: Columbia Records        |

Kompilacje
| Fabriclive.24                   | - Data: 15 listopada 2005 - Wydawca: Fabric          | –   | –  |
| Decent Work for Decent Pay      | - Data: 3 lutego 2009 - Wydawca: Big Dada Recordings | –   | 23 |
| Random White Dude Be Everywhere | - Data: 29 lipca 2014 - Wydawca: Mad Decent          | 155 | 2  |
| „–” album nie był notowany.     |                                                      |     |    |

Minialbumy
| Diplo Rhythm                | - Data: 7 września 2004 - Wydawca: Big Dada Recordings | –   | – |
| Express Yourself            | - Data: 12 czerwca 2012 - Wydawca: Mad Decent          | 197 | 8 |
| Revolution                  | - Data: 18 października 2013 - Wydawca: Mad Decent     | 68  | – |
| „–” album nie był notowany. |                                                        |     |   |